# Алимов, Анвар Валиевич
Анвар Валиевич Алимов (род. 19 июня 1955, Ташкент, УзССР, СССР) — Министр здравоохранения Республики Узбекистан (9 августа 2012 — 13 декабря 2016). Член Кабинета Министров Республики Узбекистан в то же время.

## Биография
Анвар Валиевич Алимов родился 19 июня 1955 года в городе Ташкенте. В 1978 году с отличием окончил Среднеазиатский медицинский педиатрический институт (ныне — Ташкентский педиатрический медицинский институт) по специальности «детский врач-анестезиолог, реаниматолог». Анвар Валиевич Алимов — доктор медицинских наук, профессор. В настоящее время занимает должность директора Республиканского специализированного научно-практического медицинского центра эндокринологии.

## Карьера
- В 1978—1987 годах — клинический ординатор, старший лаборант, ассистент кафедры детской хирургии с курсом анестезиологии-реаниматологии Среднеазиатского медицинского педиатрического института.
- В 1981 году защитил кандидатскую диссертацию и получил звание доцента.
- В 1987—1993 годах — ассистент, доцент, начальник отдела, декан педиатрического факультета Ташкентского института усовершенствования врачей.
- В 1993—1994 годах — начальник Главного управления охраны материнства и детства Министерства здравоохранения Республики Узбекистан.
- В 1994 году защитил докторскую диссертацию и получил звание профессора.
- В 1994—1999 годах — ответственный работник Аппарата Президента Республики Узбекистан.
- В 2000—2009 годах — ректор Ташкентского педиатрического медицинского института.
- В 2009—2012 годах — первый заместитель министра здравоохранения Республики Узбекистан.
- В 2012—2016 годах — министр здравоохранения Республики Узбекистан.
- С 13 декабря 2016 года по 5 ноября 2020 года — директор института эндокринологии при Министерстве здравоохранения Республики Узбекистан.
- 5 ноября 2020 года назначен заместителем министра здравоохранения — начальником главного управления здравоохранения г. Ташкента.